# Śmiechowice (województwo świętokrzyskie)
Śmiechowice – wieś w Polsce położona w województwie świętokrzyskim, w powiecie sandomierskim, w gminie Samborzec.
W latach 1975–1998 miejscowość położona była w województwie tarnobrzeskim.
Miejscowość znajduje się na odnowionej trasie Małopolskiej Drogi św. Jakuba z Sandomierza do Tyńca, która to jest odzwierciedleniem dawnej średniowiecznej drogi do Santiago de Compostela.
We wsi znajduje się jednostka Ochotniczej Straży Pożarnej.

## Dawne części wsi – obiekty fizjograficzne
W latach 70. XX wieku przyporządkowano i opracowano spis lokalnych części integralnych dla Śmiechowic zawarty w tabeli 1.

| Nazwa wsi – miasta   | Nazwy części wsi – miasta | Nazwy obiektów fizjograficznych – charakter obiektu |
| -------------------- | ------------------------- | --- |
| I. Gromada SAMBORZEC |                           | |
| 1. Śmiechowice       | 1. Ostyrcze               | 1. Doły – pole 2. Dworskie – pole, łąka 3. Gajek – pole 4. Koło Okiennicy – pole 5. Koryto – pole 6. Łysa Góra – pole 7. Nad Dołami – pole 8. Okiennica – wąwóz 9. Ostyrcze – pole 10. Pastwiska – pole 11. Pod Bystrojowicami – pole 12. Pod Polanowem – pole |